# Batman: The Dark Knight Returns (film)
Batman: The Dark Knight Returns är en amerikansk animerad superhjältefilm i två delar från 2012–2013, i regi av Jay Oliva och skriven av Bob Goodman. Filmerna släpptes direkt till video (under titlarna Batman: The Dark Knight Returns, Part 1 och Batman: The Dark Knight Returns, Part 2) och är baserade på Frank Millers seriealbum Batman – mörkrets riddare. Batman: The Dark Knight Returns är den femtonde filmen i DC Universe Animated Original Movies-serien. Båda delarna lanserades på Video on demand i Sverige via SF Anytime den 26 juni 2014, dessutom hade del ett TV-premiär i Sverige den 17 oktober 2017 och del två dagen efter. Båda delarna släpptes i en Deluxe Edition den 8 oktober 2013 i USA.

## Handling
Batman (alias för Bruce Wayne) har varit borta från Gotham Citys gator i tio år, men en ny avancerad brottsvåg gör att den 55-årige Wayne återigen tvingas ta på sig sin förklädnad. I den andra delen återvänder Batman till Gotham City med en ny Robin, men alla är inte glada åt att han är tillbaka på gatorna. Gotham-polisen är på människojakt. Batman försöker stoppa Jokern en sista gång medan USA:s regering slår sig ihop med Stålmannen för att få stopp på Batman en gång för alla.